# Candidate supernove
Questa è una lista di candidate supernove, o stelle che gli astronomi hanno indicato come possibili future progenitrici di supernove. Le progenitrici di supernove di tipo II sono stelle con almeno 10 masse solari che si trovano nelle fasi finali della loro evoluzione. Esempi illustri di stelle di questo tipo sono Antares, Spica, Gamma Velorum, Mu Cephei e membri dell'Ammasso Quintupletto. 
Le progenitrici di supernove di tipo Ia sono stelle nane bianche che si avvicinano al limite di Chandrasekhar di circa 1,44 masse solari e stanno accumulando materia proveniente da una stella compagna binaria. L'elenco include le enormi stelle Wolf-Rayet, che possono diventare supernove di tipo Ib/Ic. 
| Nome stella        | Epoca J2000     | Epoca J2000     | Costellazione  | Distanza (anni luce) | Classe spettrale | Tipo supernova | Note                   |
| Nome stella        | R. A.           | Dec.            | Costellazione  | Distanza (anni luce) | Classe spettrale | Tipo supernova | Note                   |
| ------------------ | --------------- | --------------- | -------------- | -------------------- | ---------------- | -------------- | ---------------------- |
| IK Pegasi          | 21h 26m 26.7s   | +19° 22′ 32″    | Pegaso         | 154,4±1,0            | A8m:/DA          | Ia             | [ 5 ] [ 6 ] [ 7 ]      |
| Spica              | 13h 25m 11.6s   | -11° 09′ 40.8″  | Vergine        | 250+14 −13           | B1               |                | [ 7 ]                  |
| Alfa Lupi          | 14h 41m 55.8s   | – 47° 23′ 17″   | Lupo           | 465+12 −11           | B1.5             | II             | [ 9 ] [ 7 ]            |
| Antares            | 16h 29m 24.5s   | – 26° 25′ 55″   | Scorpione      | 554+113 −80          | M1.5Iab-b        | IIP            | [ 10 ] [ 7 ]           |
| Zeta Ophiuchi      | 16h 37m 09.5s   | -10° 34′ 02″    | Ofiuco         | 560+119 −83          | O9.5V            |                |                        |
| Betelgeuse         | 05h 55m 10.3s   | +07° 24′ 25″    | Orione         | 720+160 −110         | M2Iab            | IIP            | [ 1 ] [ 12 ] [ 7 ]     |
| Pi Puppis          | 07h 17m 08.6s   | – 37° 05′ 51″   | Poppa          | 807+72 −61           | K3 Ib            | II?            |                        |
| S Monocerotis A    | 06h 40m 58.7s   | +09° 53′ 44″    | Unicorno       | 920+150 −110         | O7V              | II             |                        |
| S Monocerotis B    | 06h 40m 58.7s   | +09° 53′ 44″    | Unicorno       | 920+150 −110         | O9.5V            | II             |                        |
| Rigel              | 05h 14m 32.3s   | – 08° 12′ 06″   | Orione         | 1118+30 −28          | B8Ia             | IIn(pec?)      | [ 13 ] [ 7 ]           |
| Gamma2 Velorum     | 08h 09m 32.0s   | −47° 20′ 12″    | Vele           | 1120+130 −100        | WC8              | Ib/Ic          | [ 14 ]                 |
| Deneb              | 20h 41m 25.9s   | +45° 16′ 49″    | Cigno          | 1410+230 −170        | A2la             | IIL            |                        |
| 119 Tauri          | 05h 32m 12.8s   | +18° 35′ 40″    | Toro           | 1790+300 −220        | M2Iab-Ib         | IIb            |                        |
| T Coronae Borealis | 15h 59m 30.2s   | +25° 55′ 13″    | Corona Boreale | 2690+110 −100        | M3III/D          | Ia             | [ 15 ]                 |
| KPD 1930+2752      | 19h 32m 14.9s   | +27° 58′ 35″    | Cigno          | 2860+130 −120        | sdB/D            | Ia             | [ nb 1 ] [ 16 ] [ 17 ] |
| Rho Cassiopeiae    | 23h 54m 23.0s   | +57° 29′ 58″    | Cassiopea      | 3440+930 −610        | G2Ia0e           | IIL            | [ 18 ]                 |
| VY Canis Majoris   | 07h 22m 58.3s   | −25° 46′ 03″    | Cane Maggiore  | 3930+420 −350        | M5eIa            | II             | [ 12 ] [ 20 ]          |
| IRAS 17163-3907    | 17h 19m 49.3s   | -39° 10′ 37.9″  | Scorpione      | 3930+990 −660        | tardo B/primo A  | II             | [ 21 ]                 |
| Wray 17-96         | 17h 41m 35.4s   | – 30° 06′ 39″   | Scorpione      | 3940+1110 −710       | B3               |                |                        |
| HD 168625          | 18h 21m 19.5s   | −16° 22′ 26″    | Sagittario     | 5250+600 −490        | B6Ia             | II             | [ 22 ]                 |
| NML Cygni          | 20h 46m 25.6s   | +40° 06′ 59.4″  | Cigno          | 5250+420 −360        | M6I              | II             | [ 24 ]                 |
| IRC +10420         | 19h 26m 48.1s   | +11° 21′ 17″    | Aquila         | 5600+2200 −1200      | F8Ia+            | IIb            | [ 25 ] [ 26 ]          |
| WR 142             | 20h 21m 44.3s   | +37° 22′ 31″    | Cigno          | 5670+290 −270        | WO2              | Ib/Ic          |                        |
| Mu Cephei          | 21h 43m 30.5s   | +58° 46′ 48″    | Cefeo          | 5900+3400 −1600      | M2Ia             | IIn/IIb        | [ 27 ]                 |
| WR 136             | 20h 12m 06.5s   | +38° 21′ 18″    | Cigno          | 6700+500 −430        | WN6(h)-s         | Ic             |                        |
| RS Ophiuchi        | 17h 50m 13.2s   | – 06° 42′ 28″   | Ofiuco         | 7380+1000 −790       | M2III/D          | Ia             | [ 28 ] [ 29 ]          |
| V Sagittae         | 20h 20m 14.691s | +21° 06′ 10.44″ | Freccia        | 7800±600             |                  | Ia             | [ 30 ] [ nb 2 ]        |
| Eta Carinae        | 10h 45m 03.6s   | −59° 41′ 04″    | Carena         | 8630+69 −68          | LBV/O            | Ib             | [ 31 ] [ 32 ]          |
| WR 93b             | 17h 32m 03.3s   | -35° 04′ 32″    | Scorpione      | 8700+1900 −1300      | WO3              | Ib/Ic          |                        |
| WR 102             | 17h 45m 47.5s   | -26° 10′ 27″    | Sagittario     | 9410+840 −710        | WO2              | Ib/Ic          |                        |
| P Cygni            | 20h 17m 47.2s   | +38° 01′ 59″    | Cigno          | 10200+10200 −3400    | B1Ia+            | IIp            |                        |
| HD 179821          | 19h 13m 58.6s   | +00° 07′ 32″    | Aquila         | 10500+2100 −1500     | G5Ia             | IIL            | [ 33 ] [ 34 ]          |
| T Pyxidis          | 09h 04m 41.5s   | −32° 22′ 48″    | Bussola        | 10700+1700 −1300     |                  | Ia             | [ 35 ] [ 36 ]          |
| WR 104             | 18h 02m 04.1s   | – 23° 37′ 41″   | Sagittario     | 13400+9200 −3900     | WC9d/OB          | Ib/Ic con GRB? | [ 37 ] [ 38 ]          |
| V445 Puppis        | 07h 37m 56.9s   | – 25° 56′ 59″   | Poppa          | 16000+5200 −4600     |                  | Ia             | [ 40 ]                 |
| WR 30a             | 10h 51m 38.9s   | -60° 56′ 35.2″  | Carena         | 38900+18500 −9500    | WO4/O5((f))      | Ic             | [ 41 ]                 |
| U Scorpii          | 16h 22m 30.7s   | – 17° 52′ 42″   | Scorpione      | 39000                | WO4/O5((f))      | Ia             | [ 42 ]                 |
| Sher 25            | 11h 15m 07.8s   | −61° 15′ 17″    | Carena         | 43500+5200 −4200     | B1.5Iab          |                | [ 43 ]                 |
| LMC195-1           | 05h 18m 10.3s   | -69° 13′ 03″    | Dorado         | 160000               | WO2              | Ib/Ic          |                        |
| SMC AB8            | 01h 31m 04.1s   | -73° 25′ 04″    | Idra Maschio   | 200000               | WO4/O4           | Ib/Ic          |                        |

### Annotazioni
1. ↑  The Kitt Peak Downes star.
2. ↑  Molte fonti sostengono che le due stelle del sistema si fonderanno generando una nuova stella (nova), senza distruzione irreversibile come invece avviene per le supernove.